# سد گرگز
سد گرگز در شهرستان گنبد کاووس، روستای چای قوشان کوچک واقع شده و این اثر در تاریخ ۲۵ اسفند ۱۳۷۹ با شمارهٔ ثبت ۳۲۵۴ به‌عنوان یکی از آثار ملی ایران به ثبت رسیده است.